# Plantryck
Plantryck är inom grafisk teknik en tryckformsprincip där de tryckande och icke-tryckande ytorna skiljs åt genom ytornas olika kemiska egenskaper, och inte genom nivåskillnader. 
Exempel på tryckmetoder som använder sig av plantrycksprincipen är offset och stenlitografi, där plantryck också blivit synonymt för litografi eller offset. Andra namn för denna princip är yttryck, flacktryck och flattryck.
Plantryck används även som samlingsnamn för sådana tryckförfaranden där tryckformen liksom mottryckskroppen är plan och trycket sker över hela tryckformen samtidigt. Exempel på sådana tryckpressar är digelpressar.